# Natriumtetrachloroaluminat
Natriumtetrachloroaluminat ist eine chemische Verbindung aus der Gruppe der Aluminate.

## Gewinnung und Darstellung
Natriumtetrachloroaluminat kann durch Reaktion von Natriumchlorid mit Aluminiumchlorid gewonnen werden.
{\displaystyle \mathrm {NaCl+AlCl_{3}\longrightarrow NaAlCl_{4}} }

## Eigenschaften
Natriumtetrachloroaluminat ist ein farbloser Feststoff mit einer orthorhombischen Kristallstruktur (a = 1036 pm, b = 992 pm, c = 621 pm) mit der Raumgruppe P212121 (Raumgruppen-Nr. 19).

## Verwendung
Natriumtetrachloroaluminat wird als Elektrolyt in Hochtemperaturbatterien, wie der Natrium-Nickelchlorid-Batterie, verwendet. Er wird auch als Katalysator zum Cracken von Kohlenwasserstoffen oder in der Salzschmelze als Reaktionsmedium bei der Herstellung von metallorganischen Verbindungen, wie Dimethylzinndichlorid, eingesetzt.
{\displaystyle \mathrm {Sn+\ 2\ H_{3}CCl\ {\xrightarrow[{NaAlCl_{4}}]{SnCl_{2}}}\ \ Cl_{2}Sn(CH_{3})_{2}\ } }